# 山本周五郎時代劇 武士の魂
『山本周五郎時代劇 武士の魂』（やまもとしゅうごろうじだいげき ぶしのたましい）は、2017年4月4日から9月12日まで毎月前半火曜日（基本的に第一・第二火曜日）にBSジャパンで放送されていた、山本周五郎の短編小説を原作としたテレビドラマ。
2015年4月から、「松本清張ミステリー時代劇」「山本周五郎人情時代劇」「男と女のミステリー時代劇」「人形佐七捕物帳」と時代劇を放送してきた枠での新シリーズで、本作から枠名が「火曜ドラマ」と改められる。製作はドラマデザイン社。放送1週間前の2017年3月28日には、スペシャル番組「会津へGO！見て聞いて食べて発見！山本周五郎が描いた武士の日常」が放送される。

## 放送日程
| 話数     | 放送日  | サブタイトル             | 脚本       | 監督       | 所収                           |
| -------- | ------- | ------------------------ | ---------- | ---------- | ------------------------------ |
| 第一話   | 4月4日  | 大将首                   | 大前智里   | 皆元洋之助 | 『人情武士道』（新潮文庫）     |
| 第二話   | 4月18日 | 晩秋                     | 横田理恵   | 永江二朗   | 『町奉行日記』（新潮文庫）     |
| 第三話   | 5月9日  | 菊月夜                   | 大前智里   | 新村良二   | 『菊月夜』（新潮文庫）         |
| 第四話   | 5月16日 | 山だち問答               | 李正姫     | 皆元洋之助 | 『やぶからし』（新潮文庫）     |
| 第五話   | 6月6日  | 山茶花帖                 | 高橋美幸   | 永江二朗   | 『雨の山吹』（新潮文庫）       |
| 第六話   | 6月13日 | 五十三右衛門             | 大前智里   | 永江二朗   | 『ならぬ堪忍』（新潮文庫）     |
| 第七話   | 7月4日  | 風車                     | 李正姫     | 皆元洋之助 | 『人情武士道』（新潮文庫）     |
| 第八話   | 7月11日 | 茶摘は八十八夜から始まる | 三國月々子 | 森岡利行   | 『一人ならじ』（新潮文庫）     |
| 第九話   | 8月8日  | 野分                     | 李正姫     | 副島宏司   | 『おごそかな渇き』（新潮文庫） |
| 第十話   | 8月15日 | 砦山の十七日             | 李正姫     | 山嵜晋平   | 『松風の門』（新潮文庫）       |
| 第十一話 | 9月5日  | 金作行状記               | 大前智里   | 山嵜晋平   | 『艶書』（新潮文庫）           |
| 第十二話 | 9月12日 | 失蝶記                   | 李正姫     | 永江二朗   | 『日日平安』（新潮文庫）       |

## キャスト
第一話「大将首」
- 池藤六郎兵衛（浪人） - 石黒賢
- 植村弥兵衛（足軽組頭） - 螢雪次朗
- 佐藤主計（浪人） - 大迫一平
- 池藤文江（六郎兵衛の妻） - 笛木優子
- 鷺山伝造（足軽） - 仁科貴
- 浦部善七（足軽） - 芦川誠
- 佐吉（足軽） - 柏村栄行
- 勝次（足軽） - 平野貴大
- 大横田主膳（剣術指南役） - 岡雅史
- 大横田采女（武士） - 和田重
- 大横田道之助（武士） - 伊原農

第二話「晩秋」
- 進藤主計（用人） - 田村亮
- 浜野都留（新兵衛の娘） - 趣里
- 水野外記（家老） - 長谷川公彦
- 鈴木主馬（目付） - 内田章文
- 中村惣兵衛（都留の義父） - 有福正志
- おしま（飯屋の仲居） - 岩橋道子
- 外記の家士 - 瀬田吉史
- 浜野比沙（都留の母） - 森田亜紀
- 浜野新兵衛（勘定奉行） - 田中宏昌
- 頭巾侍 - 池野武範
- 頭巾侍 - 斉藤由奨

第三話「菊月夜」
- 佐垣信三郎 - 田中幸太朗
- 松谷小房（信三郎の許婚） - 福田沙紀
- 疋田絢子（疋田家の長女） - 青山美郷
- 安倍孫太夫 - ゆかわたかし
- 役人 - 内藤暁水
- 小姓 - 重富翔太
- 重臣 - 志水正義
- 疋田兵庫助（組頭） - 永倉大輔
- 松谷権太夫 - 新井康弘
- 高力忠左衛門（家老） - 西岡徳馬

第四話「山だち問答」
- 郡玄一郎（大垣藩の馬廻）- 的場浩司
- 戸田小雪（老職・戸田内記の娘）- 柳生みゆ
- かね（郡家の手伝い）- 山村美智
- 弥九郎（郡家の下男）- 山本栄治
- 矢内又作（大垣藩の藩士）- 桂憲一
- 片山勝四郎（山賊）	- 奥村幸礼
- 石岡平八（山賊）- 伊藤公一
- 赤松六郎左衛門（山賊の長）-永澤俊矢
- 佐田権太夫（槍奉行）- 並樹史朗

第五話「山茶花帖」
- 八重（料亭「桃井」の下働き）- 山下リオ
- 結城新一郎（侍）- 竹財輝之助
- 井村宗千賀（勘定奉行）- 古川悦史
- 田口丈之助（井村の部下）- 奥村秀人
- 宗石繁次郎（庄屋の主人）- 清水宏
- 宗石さえ（繁次郎の妻）- 榎本由希
- とく（料亭「桃井」の女将）- 秋本奈緒美
- 桑島儀兵衛（新一郎の叔父）- 相島一之

第六話「五十三右衛門」
- 五十三右衛門（浪人）- 窪塚俊介
- 新山信十郎（中老）- 山中アラタ
- 善七（三右衛門の仲間）-お宮の松
- 豊枝（三右衛門の母）- 三谷侑未
- 曾我忠左衛門（家老）- 清水綋治

第七話「風車」
- 梶原金之助（浪人）- 笠原秀幸
- おつゆ（奉公人）- 秋元才加
- 豊枝（三右衛門の母） - 三谷侑未
- 梶原元春（金之助の父）- 奥瀬繁
- 梶原千代（金之助の母）- 桜まゆみ
- 源蔵（居酒屋の主人）- 真山章志
- 藤田三右衛門（金之助の叔父・旗本）- 鶴田忍

第八話「茶摘は八十八夜から始まる」
- 本多政利（元大名）- 団時朗
- 長尾平三郎（岡崎藩の助役）- 八神蓮
- 萩尾（侍女）- 森口彩乃
- 喜助（百姓）- 竹匠
- 与平（百姓）- 重松隆志
- 水野五郎左衛門（岡崎藩の老職）- 三浦浩一

第九話「野分」
- 楢岡又三郎（正陟の庶子）-　落合モトキ
- お紋（料理屋の配膳係）-　逢沢りな
- 千代（又三郎の母）-　成嶋瞳子
- 脇屋五郎兵衛（楢岡家家臣）-　山上賢治
- 作間丈右衛門（戸沢家用人）-　古旗宏冶
- 戸沢正陟（新庄藩藩主）-　寺田農
- 藤七（お紋の祖父）-　下條アトム

第十話「砦山の十七日」
- 笈川哲太郎（中老・笈川伊織の長男）- 渡部豪太
- 藤井功之助（槍組徒士）- 佐野和真
- 松尾新六（近習番頭）- 布施紀行
- 笈川紋之助（国表用人）- 有馬健太
- 吉田弥平次（足軽組頭）- 田中裕二
- 正高大次郎（馬廻）- 東尚吾
- 鮎沢金三郎（次席家老・鮎沢多宮の甥）- 鷲津秀人
- 美鈴（功之助の妻）- 大井絵梨花
- 西村伝蔵（馬廻）- 宇野祥平
- 庄田孫兵衛（槍組頭）- おかやまはじめ

第十一話「金作行状記」
- 大信田金作 - 川村陽介
- 猪塚幸右衛門 - 浜田学
- 松平但馬守直常 - 野久保直樹
- 波江（謎の女） - 小林万里子
- 神田市之進 - 植木祥平
- 宇野文弥（近習番頭）- 川連廣明
- 直常の使者 - 重冨翔太

第十二話「失蝶記」
- 谷川主計（藩士） - 水田航生
- 杉永幹三郎（藩士） - 遠藤雄弥
- 紺野かず子（杉永の許婚） - 山田朝華
- 梓久也（藩士） - 松沢蓮
- 吉川十兵衛（藩士） - 谷山知宏
- 山西新吾（藩士） - 虫狩愉司
- 内藤源太（藩士） - 中村僚志
- 真壁直忠（佐幕派） - 泉知束
- 千吉（谷川家の下男） - 中原和宏

## スタッフ
- ナレーション - 片岡鶴太郎
- 主題歌 - 平原綾香 「約束のこの瞬間（とき）に」（作詞作曲：原由子）[5]
- 脚本 - 大前智里、横田理恵、李正姫
- 監督 - 皆元洋之助、永江二朗、新村良二
- プロデューサー - 瀧川治水（BSジャパン）、山本和夫（ドラマデザイン社）
- 製作 - BSジャパン、ドラマデザイン社

## 受賞歴
- 『山本周五郎時代劇 武士の魂 第一話 大将首』2017年日本民間放送連盟賞 テレビドラマ種目 優秀賞[6]